# NGC 7048
NGC 7048 ist ein planetarischer Nebel im Sternbild Schwan, der etwa 5.200 Lj. von der Erde entfernt ist.
Das Objekt wurde am 19. Oktober 1878 von dem Astronomen Edouard Stephan entdeckt.